# 1971年香港
|        | 香港歷史 \| 香港歷史年表                                                                                                   |
| 世紀： | 19世紀香港 \| 20世紀香港 \| 21世紀香港                                                                                     |
| 年代： | 1940年代香港 \| 1950年代香港 \| 1960年代香港 \| 1970年代香港 \| 1980年代香港 \| 1990年代香港 \| 2000年代香港               |
| 年份： | 1967年香港 \| 1968年香港 \| 1969年香港 \| 1970年香港 \| 1971年香港 \| 1972年香港 \| 1973年香港 \| 1974年香港 \| 1975年香港 |
| 紀年： | 辛亥年（猪年）、香港開埠130周年、香港重光26周年                                                                            |

## 政府

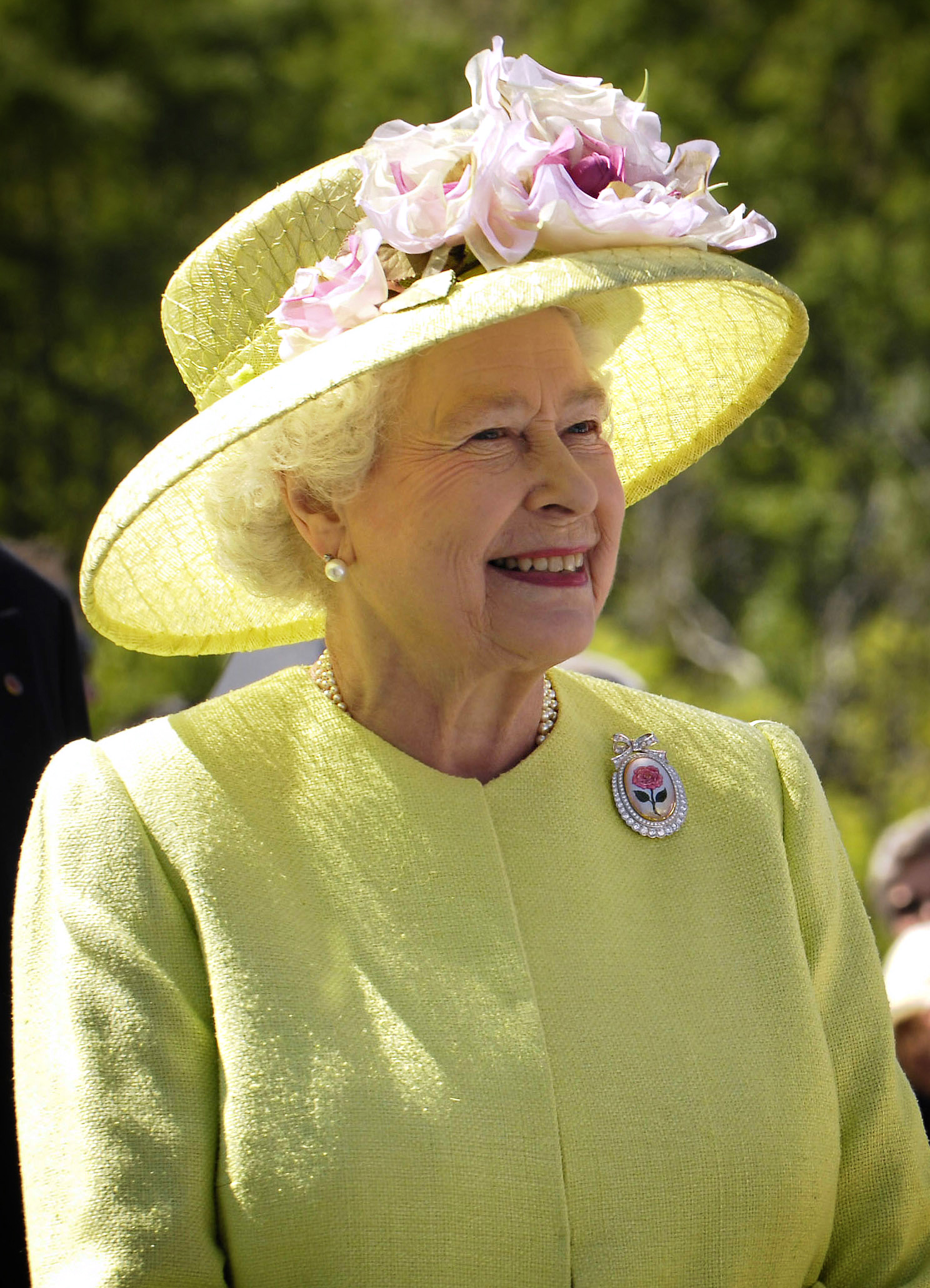
英国君主：伊丽莎白二世

## 大事記

### 1月
- 1月1日——港府開徵港澳輪船泊碼頭費和人頭稅[1]:218[2]。
- 1月3日——晚上8時，興建中的新鴨脷洲發電廠發生五級大火，無傷亡。[3]
- 1月10日——沙田大圍第三街口三號A1，一幢兩層高之磚屋二樓，婦人被勒斃於床上。
- 1月12日——干諾道中木樓被縱火，消防處升為四級大火，11死1傷。
- 1月13日——美國大通銀行在港設立東南亞總部[1]:218[2]。
- 1月22日——長沙灣道修車廠及木廠發生五級大火，2人受傷。[4]
- 1月25日——恆生指數破220點大關，成交額達2936萬港元。
- 1月29日——寒流襲港，皇家香港天文台接獲降雪報告[5]。

### 2月
- 2月5日——公事上使用中文問題研究委員會完成首份報告書，向港督提出在立法與市政局兩局等機構內使用中文之建議[1]:218[2]。
- 2月14日——「保衛釣魚台行動委員會」成立[1]:218[2]。
- 2月16日——美國第七艦隊航空母艦奇地霍克號上兩名士兵因為厭戰，在希爾頓酒店闢室服毒自殺，一死一昏迷。
- 2月18日——香港學生抗議日本佔領釣魚台，向日本駐港領事館遞交抗議書[1]:218[2]。
- 2月26日——三所教育學院約千名學生在校內靜坐，抗議當局公佈之新編定教師等級及新薪級制度內容含糊不清[1]:218[2]。

### 3月
- 3月4日——葉錫恩、張有興、黃夢花、冼祖昭及楊勵賢當選為市政局民選議員[1]:218[2]。
- 3月上旬——專上學生聯會發表聲明，力爭釣魚台主權[1]:218[2]。
- 3月11日——尖沙咀重慶大廈繼1966年後，再次發生五級大火，造成14人受傷。[6]
- 3月14日——近百名青年學生手持標語，在皇后碼頭附近靜坐抗議，爭取中文成為法定語文；金銀證劵交易所正式開業[1]:218[2]。
- 3月16日——香港賽馬會決定賽馬職業化[1]:218[2]。
- 3月23日——柏立基、葛量洪、羅富國三間教育學院學生會舉行全體會員大會，一致通過3月25日總罷課，抗議教育當局新草擬之教師薪級制[1]:218[2]。
- 3月27日——中區政府合署中座橫門半夜發生土製炸彈爆炸，軍火專家希路右腕被炸碎。

### 4月
- 4月3日——黑社會小頭目迫令兩兇手打劫，但由於計劃過於兒戲，兩人提出反對，三人發生糾纏，箍死死者後肢解棄屍。
- 4月8日——太古船塢古巴貨輪「愛捷號」發生五級大火，當局拖往將軍澳撲救，3死4傷。[7]
- 4月10日——香港學生舉行示威活動，高唱《釣魚台戰歌》[1]:218[2]。
- 4月12日——大欖女懲教所一名女獄警被5名女監犯集體襲擊至重傷死亡[8]。
- 4月21日——皇后大道東兩幢舊木樓發生四級大火，7死1傷。

### 5月
- 《防止賄賂條例》頒布施行[1]:218[2]。
- 5月2日——一名8歲女童被熟人姦殺，藏屍必嘉街雪房。
- 5月4日——保衛釣魚台行動委員會舉行示威活動和抵制日貨大會[1]:218[2]。
- 5月18日——兩輛英國軍車載8名英兵誤闖粵界被扣，港府致歉，中國內地有關方面當晚放人[1]:218[2]。
- 5月中旬——行政局會議通過公事上使用中文研究委員會之首份報告書，港府年報首次出中文版[1]:218[2]。
- 5月25日——三所教育學院學生代表向港府呈交請願書，主張薪金起點及最高薪額不作削減，中小學教師同薪[1]:218[2]。

### 6月
- 6月6日——卑利街兇殺慘案三兇手殺死一名男子[9]。
- 6月21日——葵涌南豐毛紡廠發生五級大火（1名婦人胸部受傷，1名消防員吸入濃煙不適，2人送院救治）[10]。

### 7月
- 7月1日——觀塘游泳池落成啟用。
- 7月7日——香港專上學生聯會在維多利亞公園舉行“保釣”示威，警方出動防暴隊毆打並拘捕學生，造成流血事件。
- 7月16日——啟德機場一航班準備起飛時，機輪碰跌一名地勤人員並將其輾斃。
- 7月17日——金馬倫道四級火，2死10傷。
- 7月21日——旺角花園街72號八九樓梯間，發現女學生的屍體，衣衫不整，下身赤裸，證實窒息致死。
- 7月30日——教育司署宣佈由本年9月1日起，實施免費小學教育。

### 8月
- 8月9日——西環山市街41號5樓A座發生劫殺案，1死1傷。[11]
- 8月16日——颱風露絲正面吹襲香港，皇家香港天文台懸掛十號風球，釀成110死286傷5失蹤[12]，其中88名死者來自佛山號翻沉事故[13]。多處亦發生大停電，交通燈停止運作，啟德機場運作受影響。

### 9月
- 9月3日——觀塘大東紡織廠發生五級大火，無傷亡。[14]
- 9月6日——香港教育電視中心開幕。

### 10月
- 10月7日——《1970年婚姻（修訂）條例》實施，廢除納妾制度，改為實行一夫一妻制。
- 10月26日——英國安妮公主訪港一周。
- 10月30日——珍寶海鮮舫發生四級大火，事件引致34死42傷，為香港有記錄至今第十三多人死亡的火災[15]。
- 10月31日——粉嶺火車站外一間商店門前發生兇案。[16]

### 11月
- 11月18日——九龍城寨一間塑膠廠發生四級大火，波及樓上及鄰廈共6層樓，5死10傷[17]。
- 11月19日——麥理浩抵港就任第25任香港總督。

### 12月
- 12月5日——第二屆香港節小姐競選決賽在中環皇后像廣場舉行，由鄒寶珊奪得冠軍。
- 12月12日——金鐘夏愨道迎親車失事撞毀鐵欄，3死2傷[18]。同日，新蒲崗利中工業大廈發生五級大火[19]，無傷亡。

### 節慶
下列節慶，如無註明，均是香港的公眾假期，同時亦是法定假日（俗稱勞工假期）。有 # 號者，不是公眾假期或法定假日（除非適逢星期日或其它假期），但在商業炒作下，市面上有一定節慶氣氛，傳媒亦對其活動有所報導。詳情可參看香港節日與公眾假期。
- 1月1日（星期五）：元旦（根據法定假日放假的機構，或會冬至放假，元旦不放假）
- 1月26日（星期二）：農曆年初一之前一日（是法定假日，但不是公眾假期，根據法定假日放假的機構，或會農曆年初二放假，年初一之前一日不放假。部份機構或會提早下班）
- 1月27日（星期三）：農曆年初一
- 1月28日（星期四）：農曆年初二（根據法定假日放假的機構，或會農曆年初二放假，年初一之前一日不放假）
- 1月29日（星期五）：農曆年初三（是公眾假期，但不是法定假日）
- 4月4日（星期日）：兒童節 #
- 4月5日（星期一）：清明節
- 4月9日（星期五）：耶穌受難節（是公眾假期，但不是法定假日）
- 4月10日（星期六）：耶穌受難節翌日（是公眾假期，但不是法定假日）
- 4月12日（星期一）：復活節星期一（是公眾假期，但不是法定假日）
- 4月21日（星期三）：英女皇壽辰（是公眾假期，但不是法定假日）
- 5月28日（星期五）：端午節
- 7月1日（星期四）：7月份第一個周日（是公眾假期，但不是法定假日）
- 8月2日（星期一）：8月份第一個星期一（是公眾假期，但不是法定假日）
- 8月30日（星期一）：8月份最後一個星期一為重光紀念日（是公眾假期，但不是法定假日）
- 10月3日（星期日）：中秋節 #
- 10月4日（星期一）：中秋節翌日
- 10月27日（星期三）：重陽節（是公眾假期，但不是法定假日）
- 10月31日（星期日）：萬聖夜 #
- 12月22日（星期三）：冬至（是法定假日，但不是公眾假期，根據法定假日放假的機構，或會元旦放假，冬至不放假。部份機構或會提早下班）
- 12月24日（星期五）：平安夜#（不是公眾假期或法定假日，但部份機構或會提早下班或放假一天）
- 12月25日（星期六）：聖誕節（是公眾假期，但不是法定假日）
- 12月27日（星期一）：聖誕節後第一個周日（是公眾假期，但不是法定假日）
- 12月31日（星期五）：公曆除夕# （不是公眾假期或法定假日，但部份機構或會提早下班或放假一天）

## 出生人物
- 1月23日 葉鎮輝─香港著名電視劇監製，前香港無綫電視劇集監製
- 6月15日 鍾慧寧─香港女演員兼主持人，前香港亞洲電視合約女藝員 (她於2014年7月17日因生前情緒問題患病後住在青衣寓所內墜樓死亡)

## 逝世人物
- 6月17日 唐炳源─行政局非官守議員、香港公益金會長
- 12月7日 關祖堯─行政局首席華人非官守議員，享年64歲。
- 12月31日 區光圖─著名書法家、中醫師，享年85歲。